# St. Rupertus (Poserna)

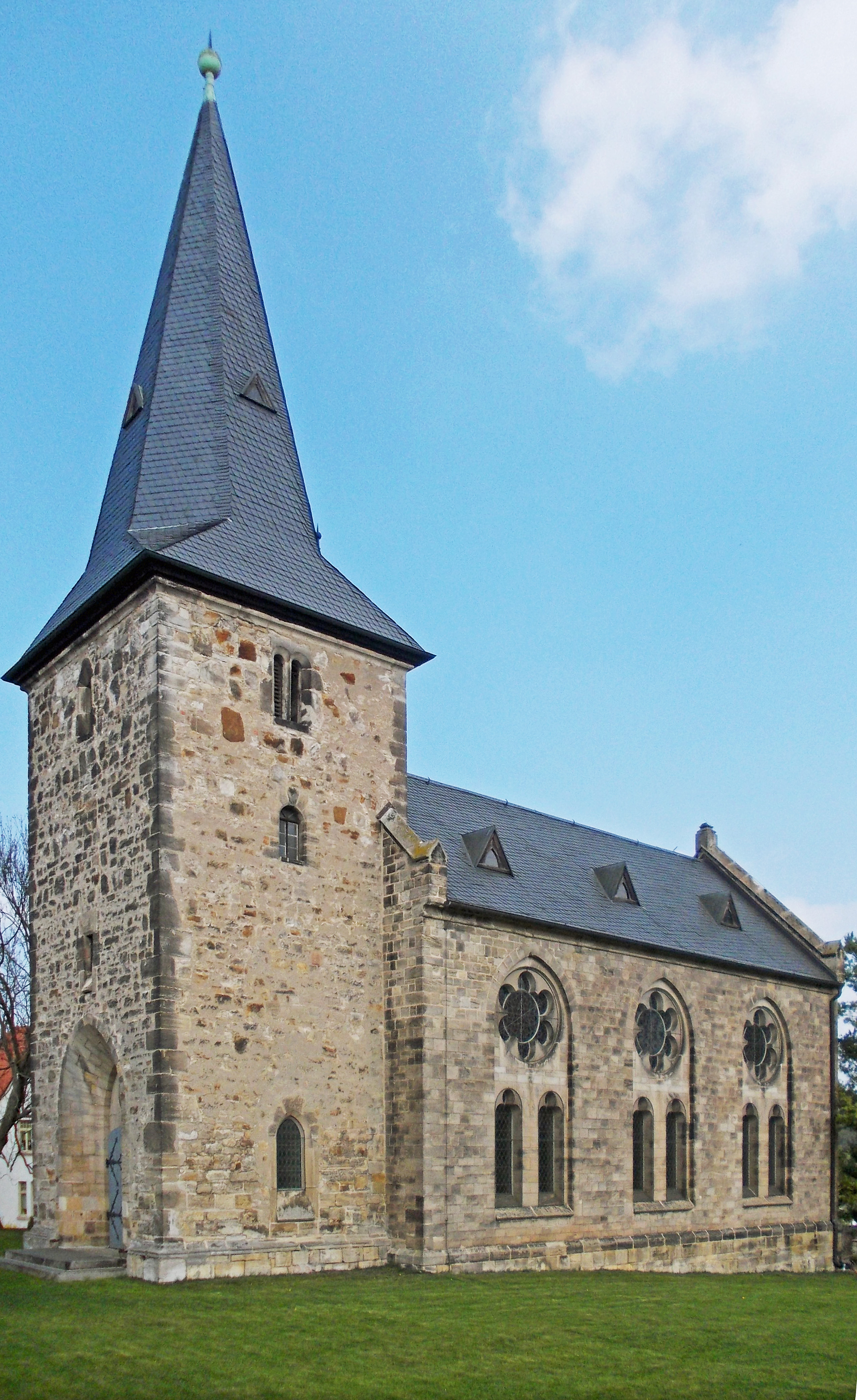
Poserna, St. Rupertus (2012)

St. Rupertus ist die Dorfkirche in Poserna, einem Ortsteil der Stadt Lützen im Burgenlandkreis in Sachsen-Anhalt. Sie gehört zum Pfarrbereich Lützener Land im Kirchenkreis Merseburg der Evangelischen Kirche Mitteldeutschlands. Sie steht auf dem heute nicht mehr genutzten Friedhof des Ortes.

## Geschichte
Die Kirche entstand im Jahr 1485, vermutlich als gotische Saalkirche. Aus dieser Zeit ist der Turm noch erhalten, der auch romanische Merkmale besitzt. Das Patrozinium des Heiligen Rupert von Salzburg verweist auf die bereits seit dem Mittelalter bekannten Solequellen nahe dem Ort.
Im Jahr 1897 wurde das Kirchenschiff in neugotischer Manier völlig neu aufgeführt. Dabei entstand auch das nördliche Seitenschiff, was zu dem asymmetrischen Grundriss der Kirche führte. Anlässlich des Neubaus wurde die 1851 von Friedrich Ladegast (1818–1905) errichtete Orgel durch seinen Sohn Oskar (1858–1944) um ein Manual und zwei Register erweitert. Auf ein Vorläuferinstrument wird in einer Akte im Landesarchiv Sachsen-Anhalt verwiesen, wo eine Reparatur der Orgel in Poserna verzeichnet ist.
1994 wurde das Dach der Kirche neu gedeckt. Fehler am Dachstuhl führten dazu, dass das Bauwerk in den Folgejahren Risse aufwies, die eine weitere Sanierung notwendig machten. Diese wurde von 2010 bis 2012 durchgeführt und umfasste auch Teile der Empore und Decken sowie die Ausmalungen der Apsis.

## Architektur

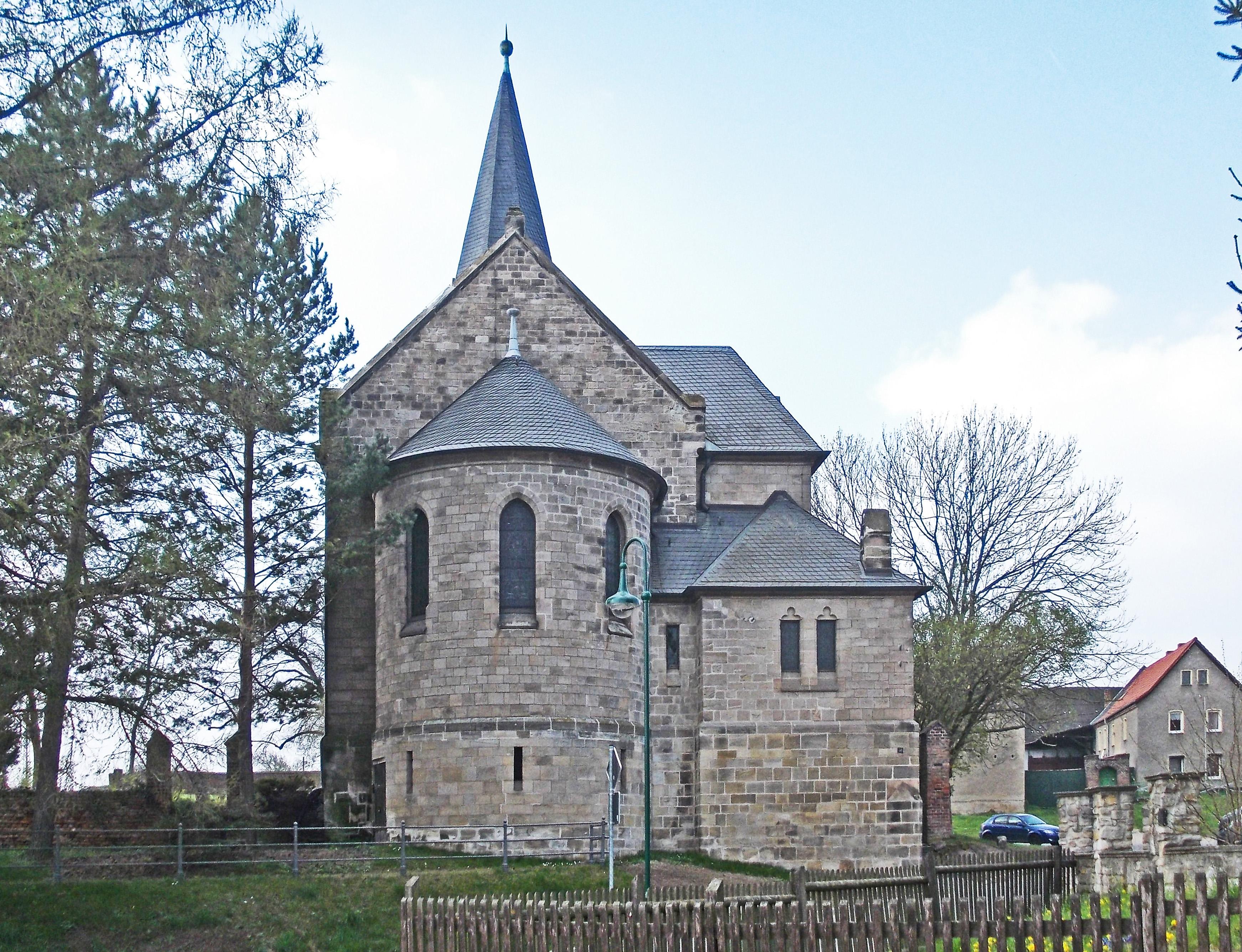
Ostseite mit Apsis und Sakristei
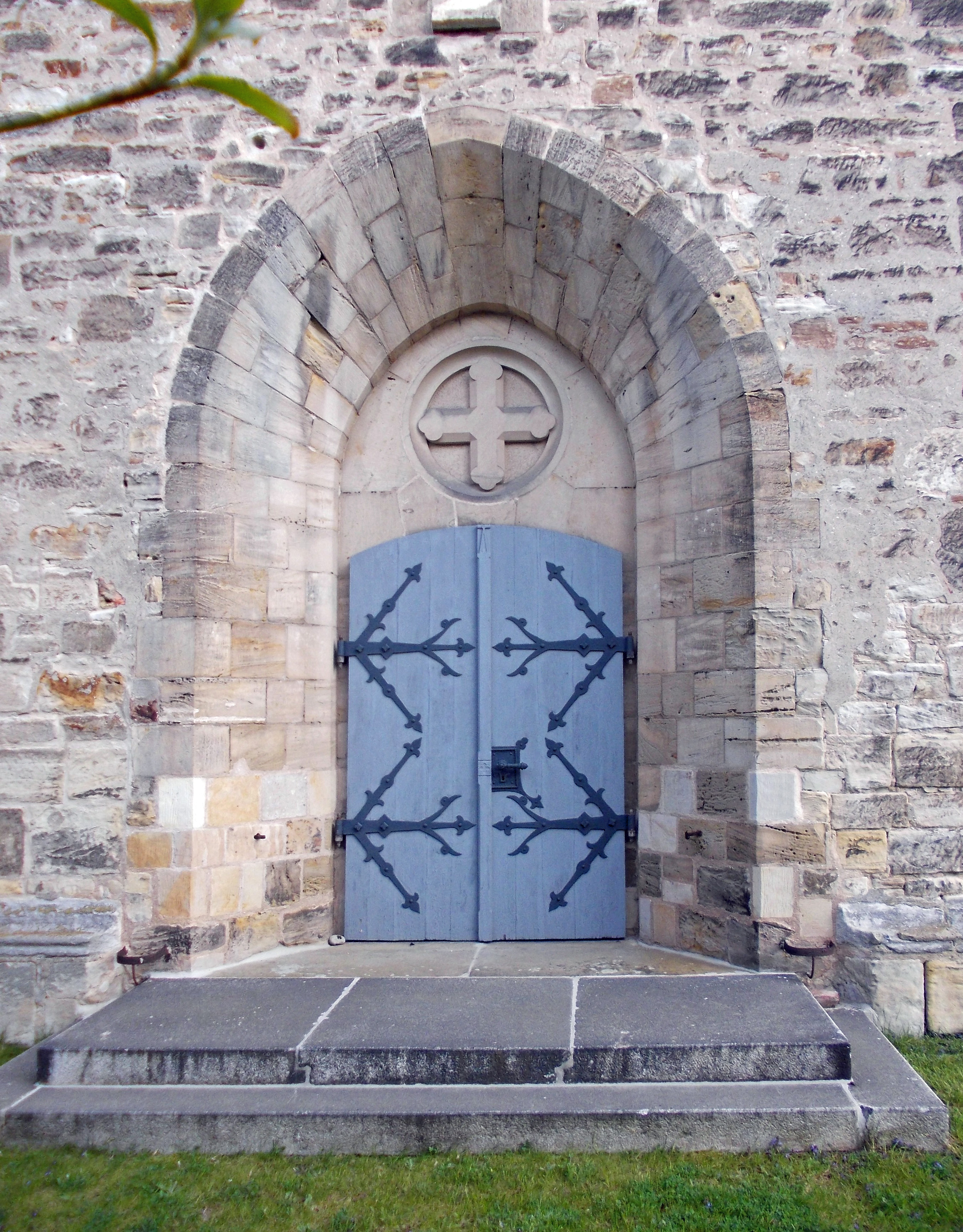
Hauptpforte

Die Kirche ist ein unverputzter Bau aus Unstrutsandstein. Ihre Länge über alles beträgt etwa 25 Meter, wovon circa sieben Meter auf den Turm entfallen. Ihre Längsachse weicht um 27° nach Norden von der Ostung ab. Der westseitige Turm mit Untergeschoss und vier Etagen besitzt einen quadratischen Grundriss. Der quadratische Dachansatz geht in eine hohe achteckige Turmspitze mit Turmkugel über. An seiner Westseite befindet sich die Hauptpforte der Kirche.
Das Kirchenschiff hat drei Fensterachsen und endet in einer eingezogenen Rundapsis mit Halbkegeldach. Nach Norden ist dem Hauptschiff ein gleichlanges Seitenschiff angeschlossen. Dessen Dach schließt sich dem Satteldach des Hauptschiffs als drei mit ihren Firsten senkrecht zur Hauptachse verlaufenden Walmdächern an. Die gesamte Kirche ist schiefergedeckt. An Apsis und Seitenschiff ist die Sakristei angefügt und zwischen Seitenschiff und Turm ein rundes Bauglied mit Kegeldach.
Das Seitenschiff mit seiner Dachlandschaft ist nicht die einzige Besonderheit von St. Rupertus. Die Fenster von Haupt- und Seitenschiff befinden sich jeweils in drei spitzbogigen Aussparungen. Über zwei schmalen Fenstern mit halbem Vierpass als oberem Abschluss befindet sich jeweils ein Rundfenster in einem Sechspass.

## Ausstattung
Unter dem mit floralen Motiven geschmückten Triumphbogen, an dem die holzgeschnitzte Kanzel angebracht ist, führen drei Stufen in die Apsis mit dem Altar. Dieser wird von einem schlichten Steinkreuz geschmückt. Dahinter ist eines der drei Fenster der Apsis farbig verglast. Die Empore verläuft im Winkel vom Seitenschiff zur Westseite mit der Ladegastorgel, die überholungsbedürftig ist und durch ein Harmonium ersetzt wird. Im Untergeschoss des Westturmes befinden sich drei Figurengrabsteine, darunter das Epitaph für Hans von Posern von 1571.

## Orgel
1850/1851 erbaute Friedrich Ladegast eine Orgel für die Vorgängerkirche, ausgestattet mit mechanischen Schleifladen und mit einer nicht überlieferten Disposition. Sie umfasste elf Register auf einem Manual und Pedal. Oskar Ladegast übernahm 1897 die Orgel in den Neubau, erweiterte sie um ein zweites Manual mit einer pneumatischen Kegellade und baute das höchste Register zu einer Doublette um. Zudem schuf er für den gewachsenen Bestand ein Neugotisches Gehäuse. Die zinnernen Prospektpfeifen mussten 1917 abgeliefert werden. Sie wurden später durch Zinkpfeifen ersetzt.
Das Instrument hat heute folgende Disposition:
| I Hauptwerk C–f3 |             |              |
| 1.               | Bordun      | 16′ (ab A)   |
| 2.               | Principal   | 8′           |
| 3.               | Flöte       | 8′           |
| 4.               | Gamba       | 8′           |
| 5.               | Principal   | 4′           |
| 6.               | Flöte Minor | 4′           |
| 7.               | Doublette   | 2′ + 2 ⁄3′ * |

| II Oberwerk C–f3 |               |      |
| 8.               | Gedackt       | 8′   |
| 9.               | Salicional    | 8′ * |
| 10.              | Flöte Travers | 4′ * |

| Pedal C–d1 |          |     |
| 11.        | Subbaß   | 16′ |
| 12.        | Octavbaß | 8′  |
| 13.        | Cello    | 8′  |

- Koppeln: II/I, I/P

* = Erweiterung 1897